# 善慶寺 (江戸川区)
善慶寺（ぜんけいじ）は、東京都江戸川区北小岩の日蓮宗寺院。山号、長慶山。旧本山は下総国中山法華経寺、親師法縁。本尊は日蓮上人坐像。伝日常（富木常忍）作鬼子母神像を祀る。

## 歴史
- 江戸時代初期、開山を善立坊日円、開基に石井織部で創建[1]。

## 境内
- 善慶寺ホール
- 常照廟（永代供養付個人墓）
- 法界万霊塔[1]

## 関連文献
- 「上小岩村 善慶寺」『新編武蔵風土記稿』 巻ノ27葛飾郡ノ8、内務省地理局、1884年6月。NDLJP:763979/43。